# ريتشارد غريدي
ريتشارد غريدي هو متزلج قفز كندي، ولد في 28 أبريل 1955 في إدمونتون في كندا.

## وصلات خارجية
- ريتشارد غريدي على موقع الاتحاد الدولي للتزلج (القفز التزلجي) (الإنجليزية)
- ريتشارد غريدي على موقع أوليمبيديا (الإنجليزية)